# 23è Festival Internacional de Cinema de Canes
El 23è Festival Internacional de Cinema de Canes es va dur a terme del 3 al 18 de maig de 1970. Aquest any Robert Favre LeBret, el fundador del festival, va decidir no incloure cap pel·lícula de Rússia ni del Japó (les seves banderes van desaparèixer de la promenade de la Croisette). Estava cansat dels "espectacles eslaus i de les pel·lícules japoneses de samurais". Els russos van retirar del jurat Sergei Obraztsov (cap del teatre de titelles de Moscou) i van deixar el jurat amb només vuit membres.
El guanyador del Premi Nobel de Literatura Miguel Ángel Asturias va ser nomenat president del jurat. En aquella època servia com a ambaixador de Guatemala a França. La Palma d'Or va anar a M*A*S*H de Robert Altman. El festival va obrir amb Les Choses de la vie, de Claude Sautet i va tancar amb Le Bal du Comte d'Orgel, de Marc Allégret.

## Jurat
Les següents persones foren nomenades membres del jurat pel festival de 1970:
Pel·lícula
- Miguel Ángel Asturias (Escriptor i diplomàtic de Guatemala) President
- Guglielmo Biraghi (crític italià)
- Kirk Douglas (Actor estatunidenc)
- Christine Gouze-Rénal (productor francès)
- Vojtěch Jasný (director txec)
- Félicien Marceau (guionista)
- Sergei Obraztsov (titellaire rus)
- Karel Reisz (director britànic)
- Volker Schlöndorff (director alemany)

Curtmetratges
- Fred Orain (productor)
- Jerzy Płażewski (crític polonès)
- Vincio Delleani

## Selecció oficial

### Pel·lícules en competició
Les següents pel·lícules foren seleccionades per competir pel Grand Prix du Festival International du Film:
- Azyllo Muito Louco de Nelson Pereira dos Santos
- The Buttercup Chain de Robert Ellis Miller
- Don Segundo Sombra de Manuel Antín
- Ha-Timhoni de Dan Wolman
- Élise ou la vraie vie de Michel Drach
- Magasiskola d'István Gaál
- Ovoce stromu rajských jíme de Věra Chytilová
- Harry Munter de Kjell Grede
- Hoa-Binh de Raoul Coutard
- Indagine su un cittadino al di sopra di ogni sospetto d'Elio Petri
- Al-ard de Youssef Chahine
- Krajobraz po bitwie d'Andrzej Wajda
- Le dernier saut de Édouard Luntz
- Leo the Last de John Boorman
- ¡Vivan los novios! de Luis García Berlanga
- Malatesta de Peter Lilienthal
- M*A*S*H de Robert Altman
- Metello de Mauro Bolognini
- O Palácio dos Anjos de Walter Hugo Khouri
- Dramma della gelosia - tutti i particolari in cronaca d'Ettore Scola
- Une si simple histoire de Abdellatif Ben Ammar
- TThe Strawberry Statement de Stuart Hagmann
- Tell Me That You Love Me, Junie Moon de Otto Preminger
- Les Choses de la vie de Claude Sautet
- I tulipani di Haarlem de Franco Brusati

### Pel·lícules fora de competició
Les següents pel·lícules foren exhibides fora de competició:
- Le Bal du Comte d'Orgel de Marc Allégret
- Mictlan o la casa de los que ya no son de Raúl Kamffer
- Le territoire des autres de Gérard Vienne, Jacqueline Lecompte, Michel Fano, François Bel
- They Shoot Horses, Don't They? de Sydney Pollack
- Tristana de Luis Buñuel
- The Virgin and the Gypsy de Christopher Miles
- Voyage Chez Les Vivants de Henry Brandt
- Woodstock de Michael Wadleigh

### Curtmetratges en competició
Els següents curtmetratges competien per Prix du Jury:
- A Day With the Boys de Volker Schlöndorff
- Comme Larrons En Foire d'Edmond Freess
- El diablo sin dama d'Eduardo Calcagno
- Et Salammbo? de Jean-Pierre Richard
- Gipsy Pentecost (The Feast of St. Sara) de Laurence Boulting
- Kaleidoski de Jacques Ertaud
- L'autre silence de Nestor Matsas
- Lumière de Paul Cohen
- Magic Machines de Bob Curtis
- Smrtici vone de Vaclav Bedrich
- The Epitaph de Gurucharan Singh
- Un temps pour la mémoire de Georges Pessis

## Secció paral·lela

### Setmana Internacional dels Crítics
Els següents llargmetratges van ser seleccionats per ser projectats per a la novena Setmana de la Crítica (9e Semaine de la Critique):
- Camarades de Marin Karmitz (França)
- Eloge du chiac de Michel Brault (Canadà)
- Kes de Ken Loach (GB)
- Misshandlingen de Lars Lennart Forsberg (Suècia)
- O Cerco d'António da Cunha Telles (Portugal)
- On voit bien que c’est pas toi de Christian Zarifian (França)
- Remparts d'argile de Jean-Louis Bertucelli (França, Algèria)
- Soleil Ô de Med Hondo (Mauritània, França)
- Les Voitures d'eau de Pierre Perrault (Canadà)
- Les Corneilles de Gohan Mihic, Ljubisa Kozomara (Iugoslàvia)
- Warm in the bud de Rudolf Caringi (Estats Units)
- Ice de Robert Kramer (Estats Units)

### Quinzena dels realitzadors
Les següents pel·lícules foren exhibides en la Quinzena dels realitzadors de 1970 (Quinzaine des Réalizateurs):
- A nous deux, France de Désiré Ecaré (Costa d'Ivori, França)
- L'Araignée d'eau de Jean-Daniel Verhaeghe (França)
- Arthur Penn: Themes, Variants, Images & Words [doc.) de Robert Hughes (Estats Units)
- Bhuvan Shome de Mrinal Sen (Índia)
- Caliche sangriento d'Helvio Soto (Xile)
- I Cannibali de Liliana Cavani (Itàlia)
- La Chambre Blanche de Jean-Pierre Lefèbvre (Canadà)
- Cowards de Simon Nuchtern (Estats Units)
- Des Christs par milliers de Philippe Arthuys (França)
- Détruisez-vous de Serge Bard (França)
- Dieu existe tous les dimanches de Henrik Stangerup (Dinamarca)
- Don Giovanni de Carmelo Bene (Itàlia)
- Eikka Katappa de Werner Schroeter (Alemanya)
- End Of The Road de Aram Avakian (Estats Units)
- Entre tu et vous de Michel Brault, Gilles Groulx (Canadà)
- L'Escadron Volapük de René Gilson (França)
- L'Étrangleur de Paul Vecchiali (França)
- Auch Zwerge haben klein angefangen de Werner Herzog (Alemanya)
- Un Film de Sylvina Boissonnas (França)
- Fuoricampo de Peter Del Monte (Itàlia)
- Lisice de Krsto Papic (Iugoslàvia)
- La Hora de los niños d'Arturo Ripstein (Mexico)
- L'urlo de Tinto Brass (Itàlia)
- Os Herdeiros de Carlos Diegues (Brasil)
- James ou pas de Michel Soutter (Suïssa)
- Jänken de Lars Forsberg (Suècia)
- Jutrzenka de Jaime Camino (Espanya)
- Matou a Família e Foi ao Cinema de Júlio Bressane (Brasil)
- Macunaíma de Joaquim Pedro de Andrade (Brasil)
- A Married Couple (doc.) d'Allan King (Canadà)
- Molo de Wojciech Solarz (Polònia)
- Mon amie Pierrette de Jean-Pierre Lefèbvre (Canadà)
- L'Odyssée du général José de Jorge Fraga (Cuba)
- L'Opium et le Bâton d'Ahmed Rachedi (Algeria)
- Palaver de Emile Degelin (Bèlgica)
- Paradise Now (doc.) de Sheldon Rochlin (Gran Bretanya)
- Portrait de Jérôme Hill (Estats Units)
- Une Pulsation de Carlos Paez Vilaro, Gérard Levy-Clerc (França, Uruguai)
- Putney Swope de Robert Downey Sr. (Estats Units)
- Q-Bec My Love de Jean-Pierre Lefèbvre (Canadà)
- Reason Over Passion de Joyce Wieland (Canadà)
- Reconstituirea de Lucian Pintilie (Romania)
- Le Révélateur de Philippe Garrel (França)
- Right On de Herbert Danska (Estats Units)
- Ruchome Piaski de Wladislaw Slesicki (Polònia)
- School Play de Charles Rydell (Estats Units)
- Som Natt Och Dag de Jonas Cornell (Suècia)
- Struktura Krysztaly de Krzystof Zanussi (Polònia)
- Ternos caçadores de Ruy Guerra (Panamà)
- Troupe d'élite, fleur de Marie d'Oimel Mai (Alemanya)
- Valparaiso, mi amor d'Aldo Francia (Xile)
- Wie Ich ein Neger wurde de Roland Gall (Alemanya)
- Le Vent d'est de Jean-Luc Godard (Itàlia)
- Les Yeux ne veulent pas en tout temps se fermer de Jean-Marie Straub, Danièle Huillet (Alemanya)

Curtmetratges
- 20 September de Kurt Kren (França)
- Aaa de Dieter Meier (França)
- Ai Love de Takahiko Limura (França)
- All My Life de Bruce Baillie (Estats Units)
- American Woman de Bruce E. Meintjies (Estats Units)
- Back And Forth de Michael Snow (Estats Units)
- Bartleby 1970 de Jean-Pierre Bastid (França)
- Béjart d'Atahualpa Lichy (França)
- Berkeley de Patrick Reynolds (Estats Units)
- Bliss de Gregory Markopoulos (França)
- Cosinus Alpha de Kurt Kren (França)
- Das Sonnenbad de Bernd Upnmoor (Alemanya)
- David Perry d'Albie Thoms (Austràlia)
- Dimanche Après-midi de Stéphane Kurc (França)
- Disson. Zeitreih de Hans Peter Kochenrath (França)
- Eros, O Basil de Gregory Markopoulos (França)
- Faces de John Moore et Takahiko Limura (França)
- Fenstergucker de Kurt Kren (França)
- Film Oder Macht de Vlado Kristl (França)
- Georges Albert, Aventurier de Daniel Edinger (França)
- In The Void de Ronald Bijlsma (Països Baixos)
- It's So Peaceful de Fritz André Kracht (França)
- La Bergère En Colère de Francis Warin (França)
- La Cazadora Inconsciente de Rafael R. Balerdi (Espanya)
- La Question ordinaire de Claude Miller (França)
- La Tête Froide de Patrick Hella (Bèlgica)
- Labyrinthe de Piotr Kamler (França)
- Le Coo de Paul Dopff (França)
- Le Voyage De M. Guitton de Pascal Aubier (França)
- Les Trois Cousins de René Vautier (França)
- Manha Cinzenta d'Olney A. Sau Paulo (Brasil)
- Mauern de Kurt Kren (França)
- Messages, Messages de Steven Arnold (Estats Units)
- One More Time de Daniel Pommereulle (França)
- Papa und Mama de Kurt Kren (França)
- Park Rape de Jon Beckjord (Estats Units)
- Piece Mandala de Paul Sharits (França)
- Play 4 + 5 de Klaus Schönherr (França)
- Portrait D. Cor de Klaus Schönherr (França)
- Portraits de Gregory Markopoulos (França)
- S.W.B. de Gérard Pires (França)
- Scenes From de Stan Brakhage (França)
- Selbst Verst de Selbst Verst (França)
- Sodoma d'Otto Muehl (França)
- Some Won't Go de Gil Toff (Estats Units)
- Still Nacht de Hans Peter Kochenrath (França)
- Stock Exchange Transplant de Douglas Collins (Estats Units)
- T.O.U.C.H.I.N.G. de Paul Sharits (França)
- Talla de Malcolm Le Grice (França)
- The Mechanical Man de Ronald Fritz (Estats Units)
- Underground Explosion de Kurt Kren (França)
- Vite de Daniel Pommereulle (França)
- Work In Progress de W. Hein et G. Hein (França)
- Zelenka de Robert Rosen (Estats Units)

## Premis

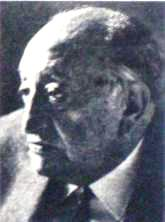
Miguel Ángel Asturias, President del jurat

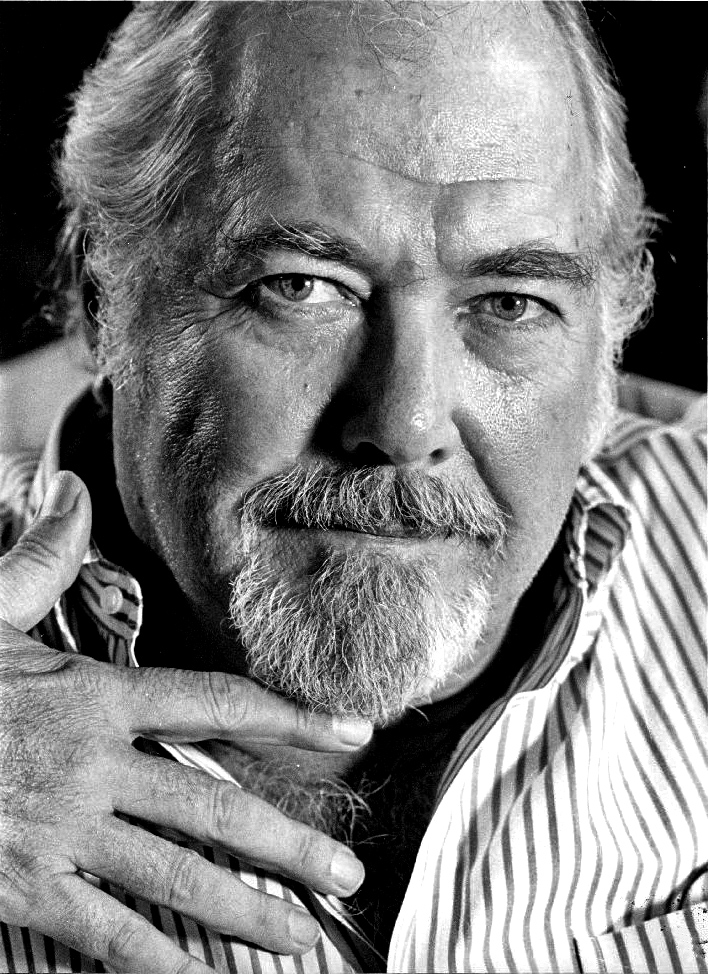
Robert Altman, guanyador de la Palma d'Or

### Premis oficials
Els guardonats en les seccions oficials de 1969 foren:
- Grand Prix International du Festival: M*A*S*H de Robert Altman
- Gran Premi especial del jurat: Indagine su un cittadino al di sopra di ogni sospetto) d'Elio Petri
- Millor director: John Boorman per Leo the Last
- Millor actriu: Ottavia Piccolo per Metello
- Millor actor: Marcello Mastroianni per Dramma della gelosia - tutti i particolari in cronaca
- Premi del jurat (Latorgat quan el jurat era amargament dividit amb la meitat dels seus membres que volien que la pel·lícula rebés la palma d'or): 
  - Magasiskola - István Gaál
  - The Strawberry Statement - Stuart Hagmann
- Millor primer treball: Hoa-Binh de Raoul Coutard

Curtmetratges
- Palma d'Or al millor curtmetratge:: The Magic Machines de Bob Curtis
- Menció Especial: Et Salammbo? de Jean-Pierre Richard

### Premis independents
FIPRESCI
- Premi FIPRESCI: Indagine su un cittadino al di sopra di ogni sospetto d'Elio Petri

Commission Supérieure Technique
- Gran Premi Technical Grand Prize: Le Territoire des autres de François Bel

## Mèdia
- INA: Obertura del festival de Canes de 1970 (francès)